# Strada statale 203 Agordina
L'ex strada statale 203 Agordina (SS 203), ora strada regionale 203 Agordina (SR 203), è una strada regionale italiana, unica arteria di collegamento fra la Valbelluna e i 16 comuni dell'Agordino, se si esclude il vecchio e stretto tracciato della strada che percorre la Valle del Mis, usata quasi esclusivamente in caso di emergenza.

## Storia
La strada statale 203 venne istituita nel 1957.
In seguito al decreto legislativo n. 112 del 1998, dal 1º ottobre 2001, la gestione è passata dall'ANAS alla Regione Veneto e dal 20 dicembre 2002 la gestione è ulteriormente passata alla società Veneto Strade.

## Percorso

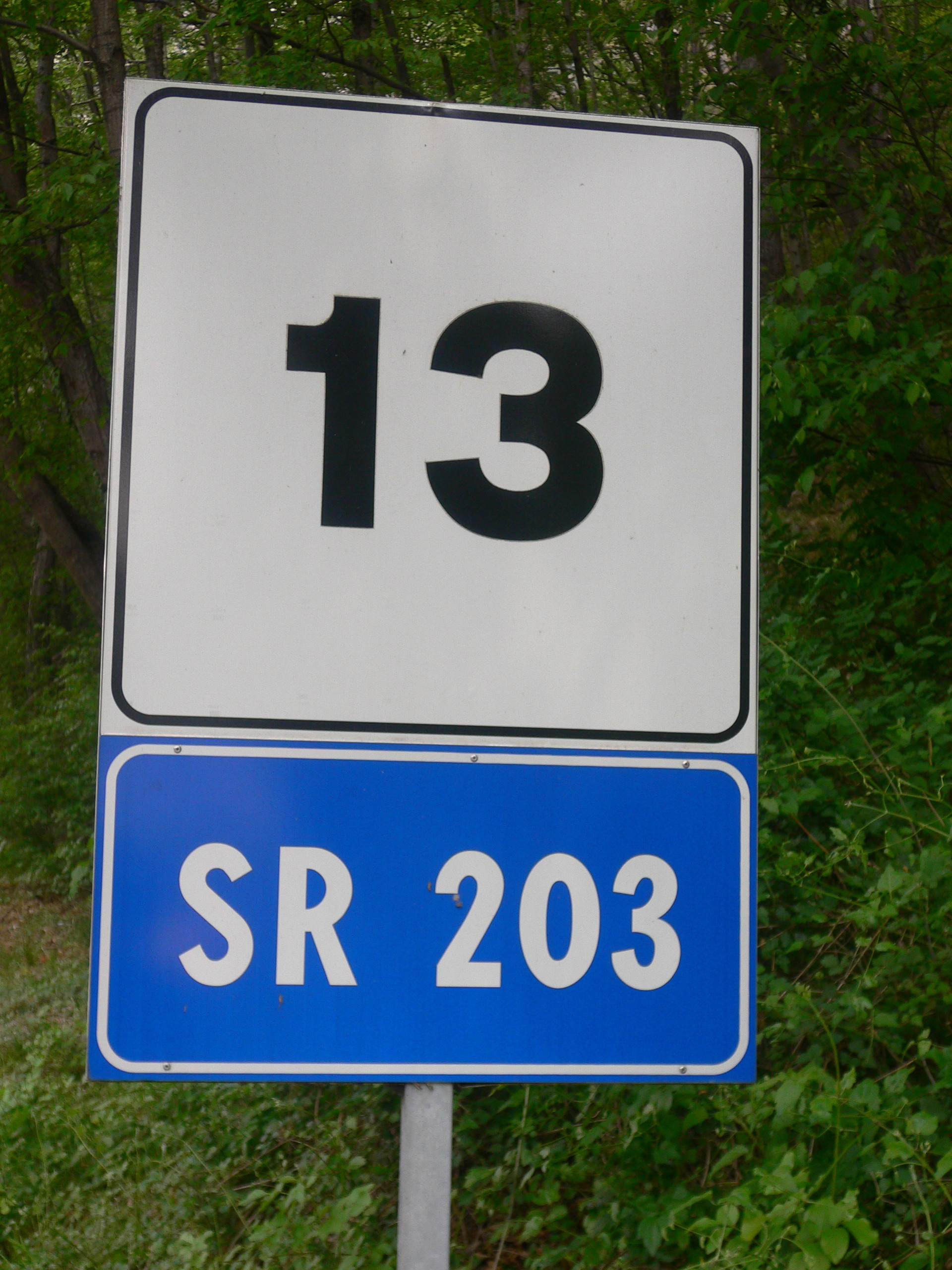
I pannelli chilometrici con la nuova denominazione SR 203, installati da Veneto Strade S.p.A.

L'inizio del tracciato è a Sedico. La strada, staccandosi dalla strada statale 50 del Grappa e del Passo Rolle, risale parallelamente il corso del torrente Cordevole sino a Caprile per poi deviare sulla destra.
Superato il centro di Sedico, a Vignole interseca la ex strada statale 203 dir Agordina, proveniente da Belluno). Lasciato alle spalle l'abitato di Péron ancora in comune di Sedico, la strada percorre con curve e lunghi tratti rettilinei il territorio del parco nazionale delle Dolomiti Bellunesi, per giungere dopo circa 21 chilometri alle porte di Agordo. In prossimità del centro della città, incrocia la SP 347 del Passo Cereda e Passo Duran. Poi aumentando leggermente di pendenza, prosegue verso Cencenighe Agordino, Alleghe costeggiando l'omonimo lago, e nell'ultimo tratto rettilineo e veloce raggiunge Caprile. Da qui, lasciando sulla sinistra la ex strada statale 641 del Passo Fedaia e perdendo il diritto di precedenza che viene acquisito dalla SP 641, il tracciato si inerpica per gli ultimi 11 chilometri, molto pendenti e con curve e tornanti sino al bivio di Cernadoi in comune di Livinallongo del Col di Lana, dove termina immettendosi nella ex strada statale 48 delle Dolomiti.

## Il vecchio tracciato
La storia della SR 203 Agordina negli anni scorsi è travagliata da frane, cadute massi sulla sede stradale e chiusure forzate anche per giorni. Ciò a causa del tracciato che sfiora per quasi tutta la sua interezza la roccia delle montagne sovrastanti. Alcuni punti sono stati particolarmente nevralgici, tanto da indurre le autorità competenti alla messa in sicurezza del percorso, con varianti di notevole importanza.
- Galleria dei Castéi

Poco dopo il piccolo abitato di La Muda, il vecchio tracciato si spostava per circa 2 km, alla destra orografica del torrente Cordevole attraversando il ponte del Tòrnér, e infilandosi in una gola stretta e suggestiva, ma molto esposta ad eventi franosi. Il problema emerse in tutta la sua gravità quando nel giugno 1995 cadde un enorme masso che colpì alcuni mezzi. Ora il tracciato è stato corretto, e quello nuovo in prossimità del ponte del Tòrnér prosegue dritto infilandosi in una moderna galleria rettilinea di 1890 metri, denominata galleria dei Castéi.
- Galleria artificiale al Ponte del Cristo

Un altro punto tristemente nevralgico per la direttrice agordina, è in località Ponte del Cristo al km 22+500, poco dopo il tunnel dei Castèi. Qui il tracciato piegava a sinistra sotto rocce verticali e sporgenti. Dopo alcuni eventi minori, spesso successivi a lunghi periodi di forti piogge e di disgelo, l'evento franoso più importante ha causato il distacco di parecchi metri cubi di roccia danneggiando seriamente la sede stradale. È stata costruita una galleria paramassi artificiale che permette di proteggere la viabilità anche in questo tratto.
- Galleria fra Listolade e Cencenighe

All'uscita dell'abitato di Listolade, in comune di Taibon Agordino, il vecchio tracciato puntava verso Cencenighe Agordino, con lunghi tratti rettilinei. Qui in origine il tracciato era disegnato parallelamente al letto del torrente Cordevole. L'alluvione del 1966 però causò non pochi problemi, e il tracciato, troppo vicino all'acqua fu toccato in molti punti. Nel progetto successivo vi fu quindi un innalzamento, per proteggere la sede stradale dall'acqua, ricostruendola a ridosso della parete rocciosa. Negli anni successivi questa scelta si dimostrò corretta. Per il naturale disgregarsi delle montagne, iniziarono nuovamente i problemi intorno al 1990, fino a costringere i sindaci dei comuni interessati, alla totale chiusura del tratto e al ripristino del vecchio tracciato vicino al torrente, nell'attesa di realizzare una galleria per portare la sede stradale all'interno della montagna. I lavori sono iniziati il 26 gennaio 2004 e l'opera è stata inaugurata il 21 maggio 2007. Lo sviluppo del nuovo tracciato è di 2.081 metri dei quali 1.604 in galleria. La sezione stradale è costituita da due corsie, una per senso di marcia. L'altezza minima libera della galleria è di 4,8 metri.

## Comuni attraversati
- Sedico
- La Valle Agordina
- Agordo
- Taibon Agordino
- Cencenighe Agordino

- San Tomaso Agordino
- Rocca Pietore
- Alleghe
- Colle Santa Lucia
- Livinallongo del Col di Lana

## Galleria d'immagini

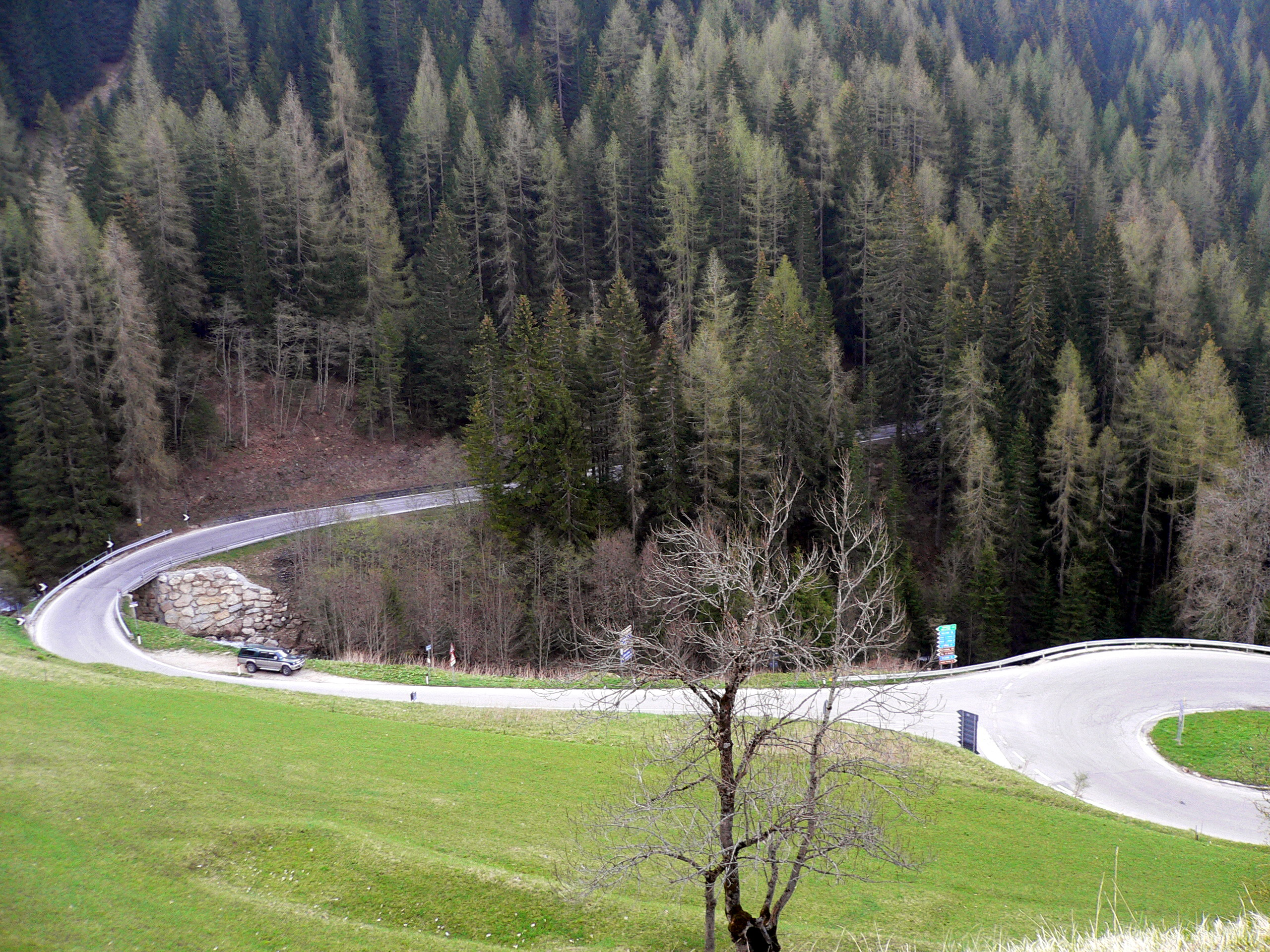
La SR 203 Agordina al bivio Cernadoi, si immette nella SR 48 delle Dolomiti
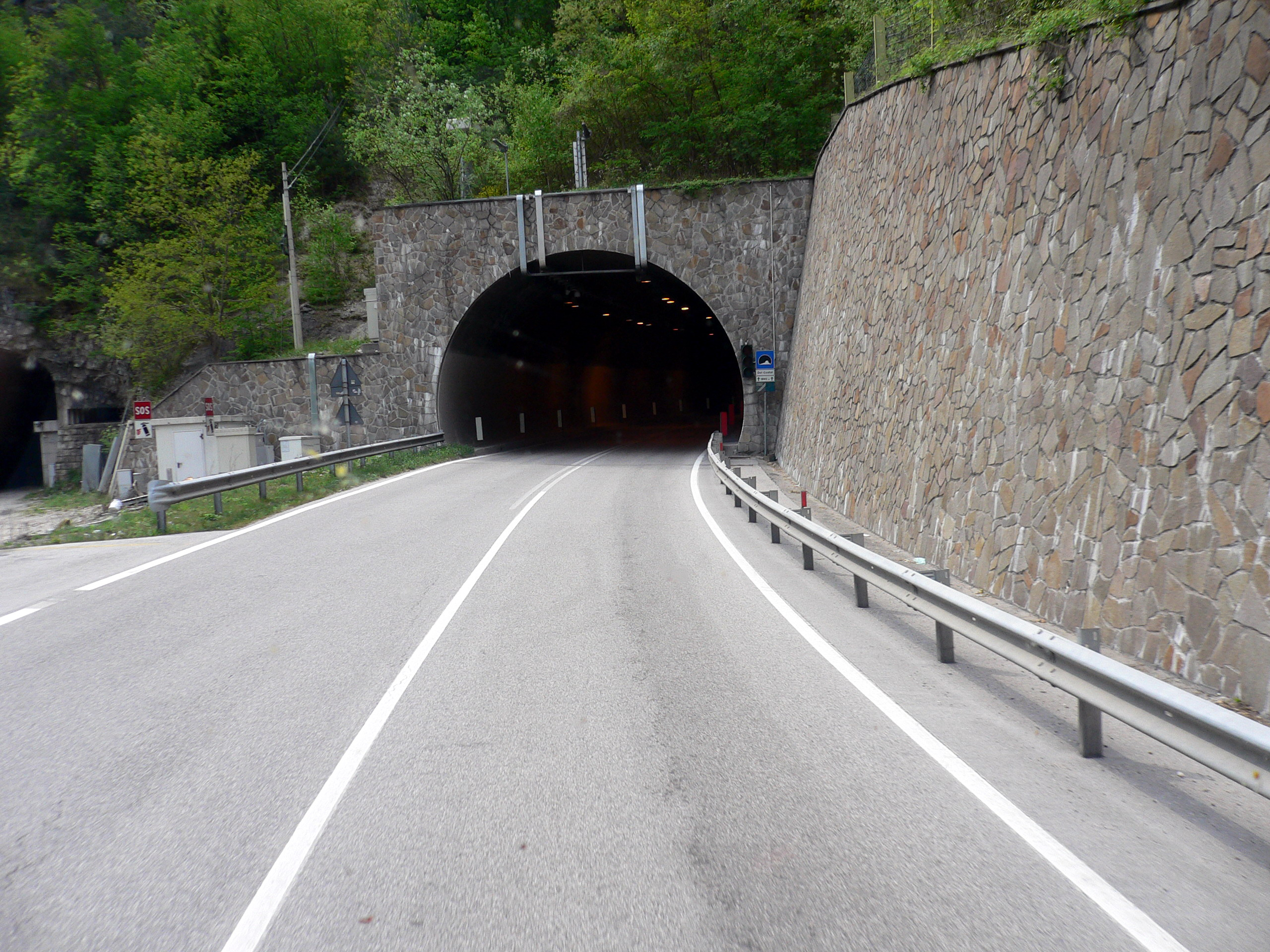
Il portale sud della moderna galleria dei Castéi
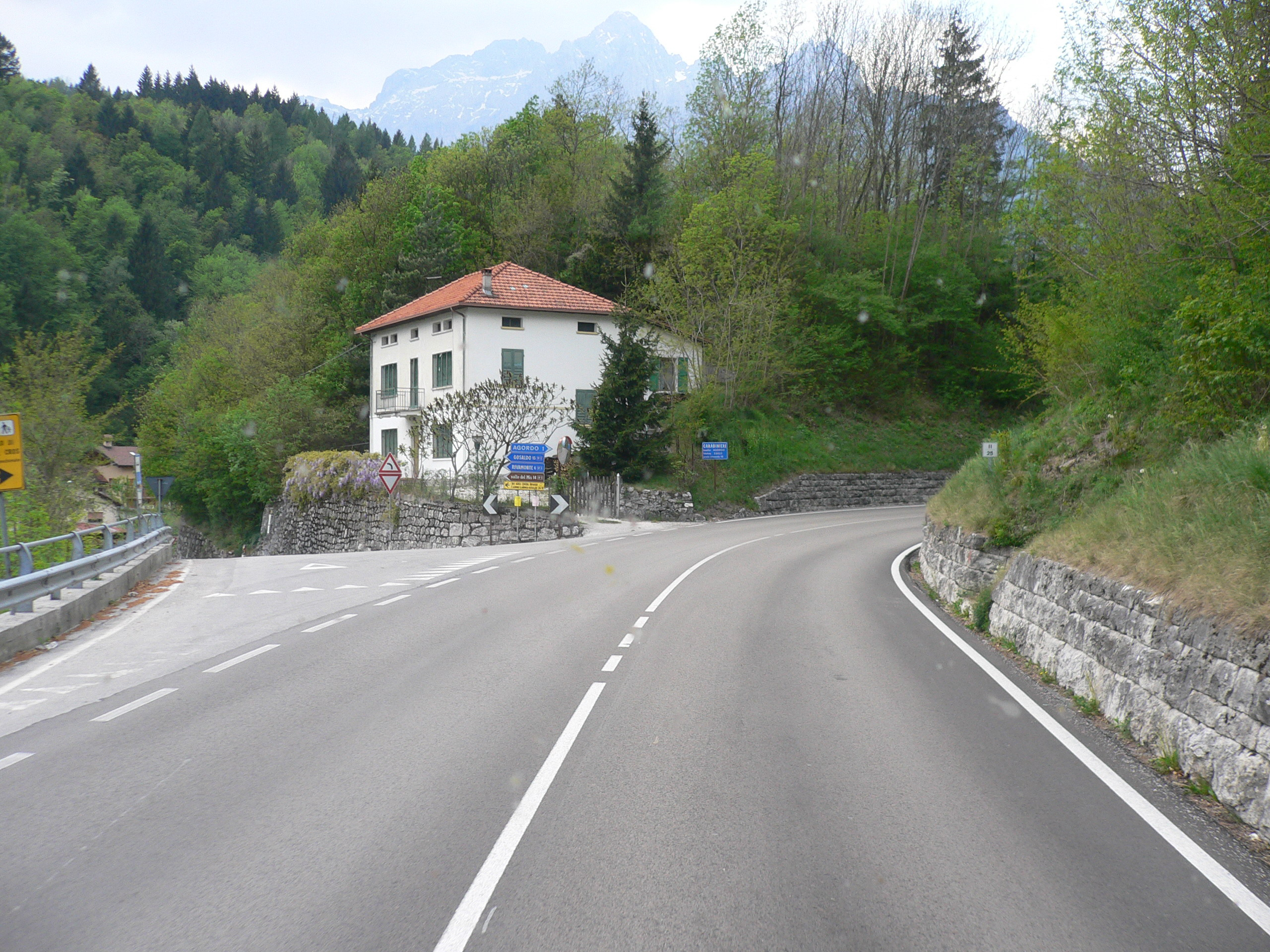
Alle porte di Agordo
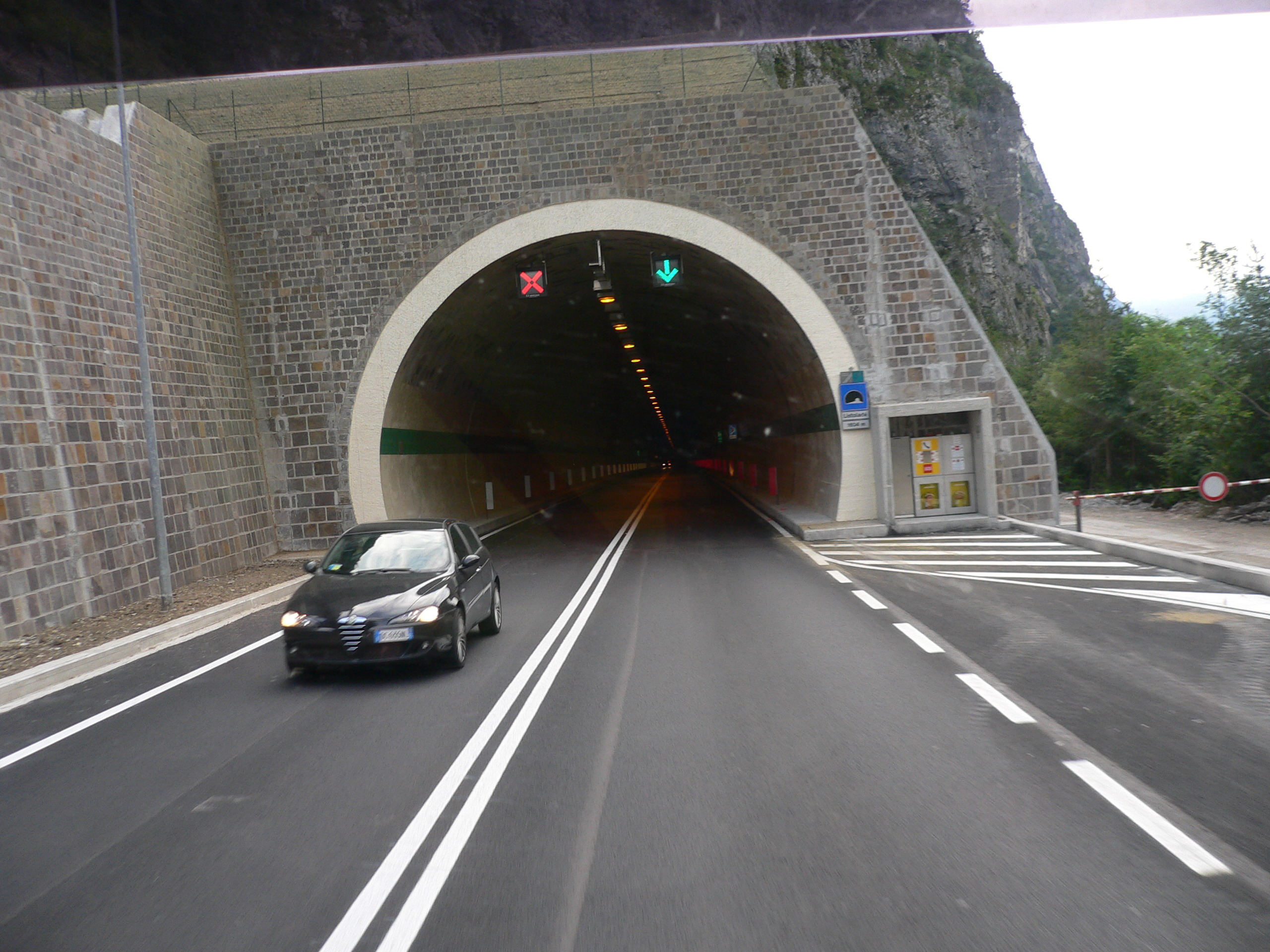
Il portale nord del nuovo tunnel inaugurato il 21 maggio 2007
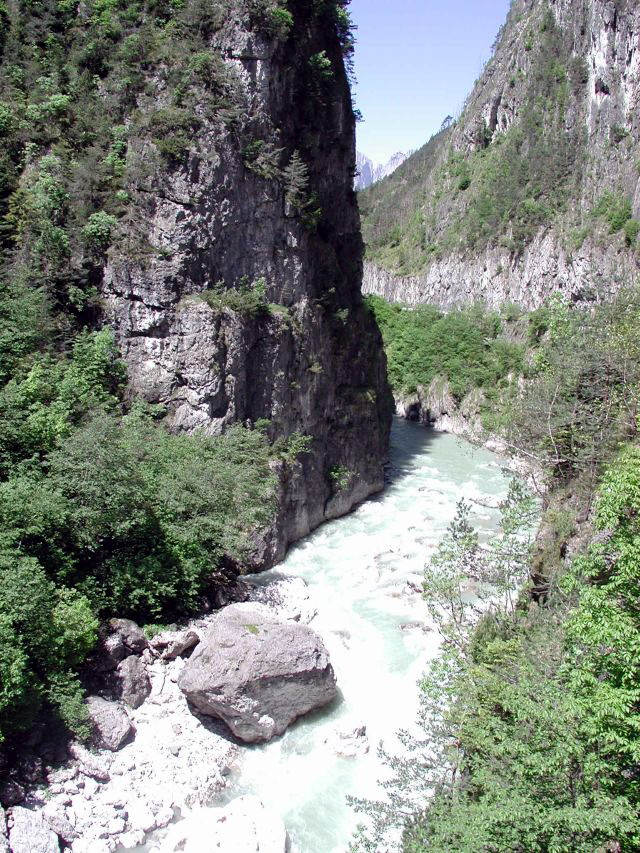
La gola dei Castéi, con il vecchio tracciato sulla sinistra, evitato oggi dall'omonima galleria
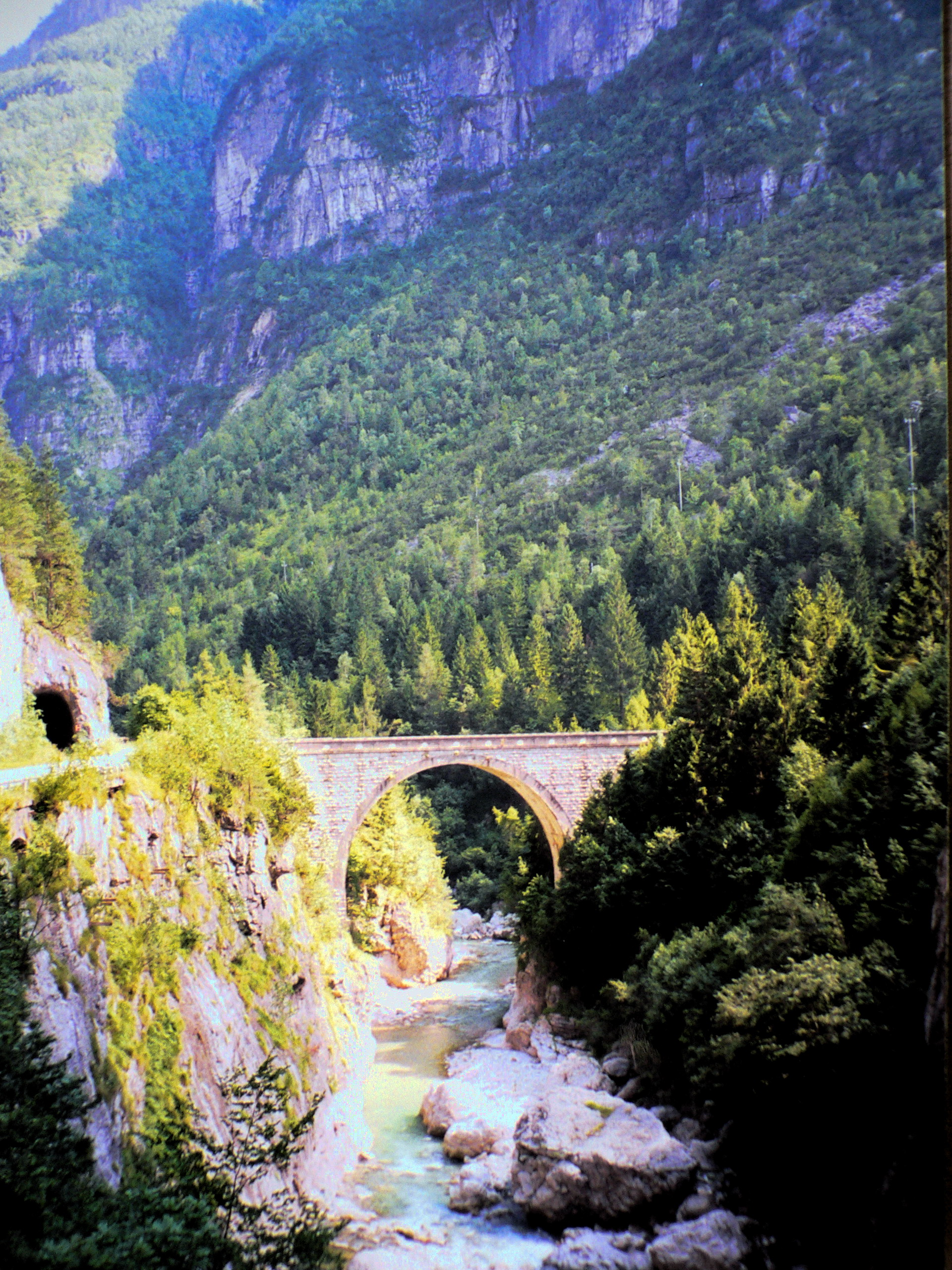
L'antico ponte ad arco romano, sul vecchio tracciato in località i Castèi
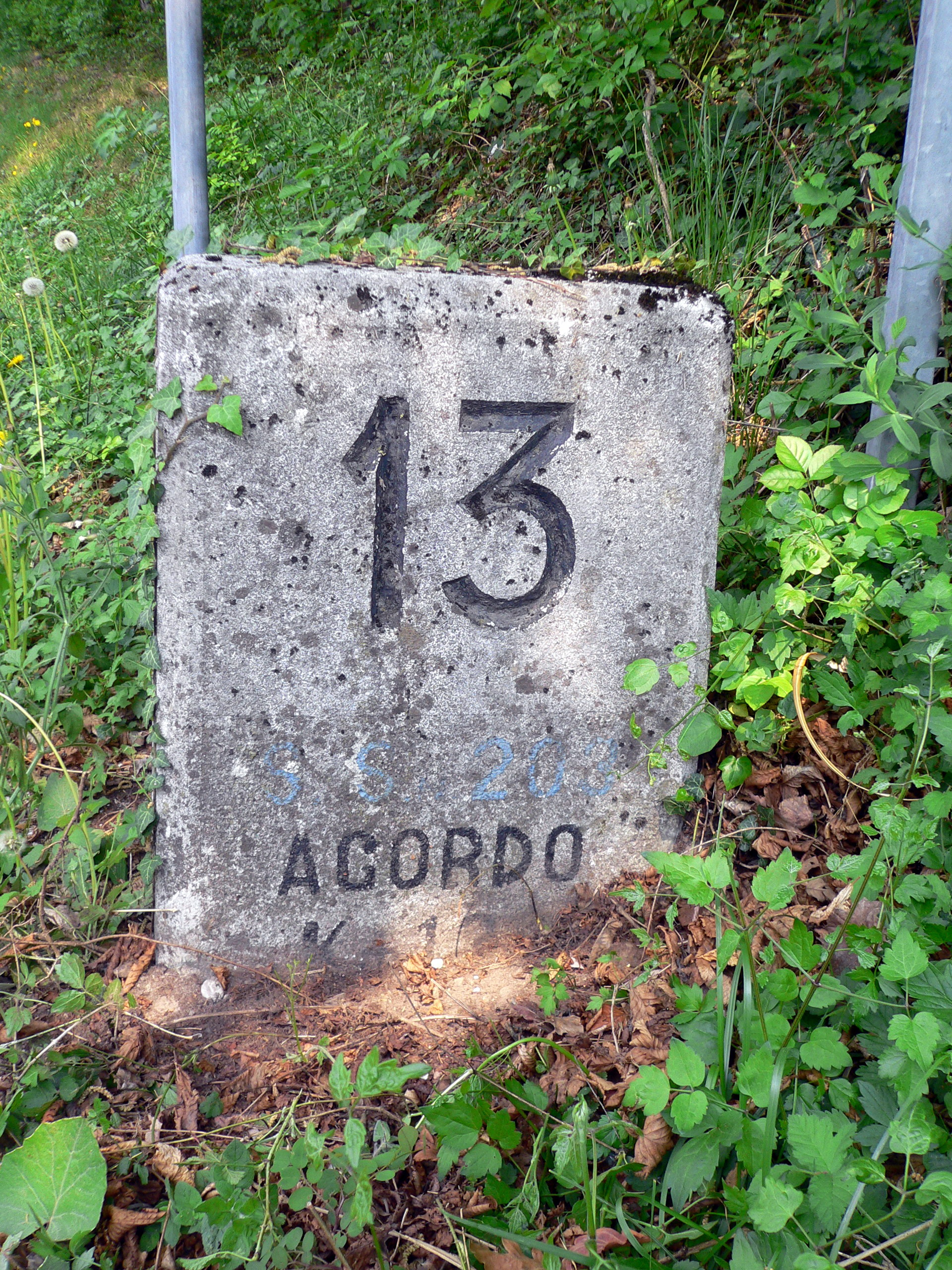
Vecchio cippo chilometrico

## Strada statale 203 dir Agordina
L'ex strada statale 203 dir Agordina (SS 203 dir), ora strada regionale 204 Belluno-Mas (SR 204), è una strada regionale italiana che permette il collegamento fra la città di Belluno e la ex strada statale 203 Agordina.
Questo tracciato riveste molta importanza in quanto permette un accesso veloce anche all'autostrada A27, attraversando la città di Belluno.
In seguito al decreto legislativo n. 112 del 1998, dal 1º ottobre 2001, la gestione è passata dall'ANAS alla Regione Veneto e dal 20 dicembre 2002 la gestione è ulteriormente passata alla società Veneto Strade.

## Strada regionale 203 variante Agordina
La SR 203 var è la variante della SR 203 che permette di oltrepassare il centro abitato di Agordo in modo facile e veloce.
È una strada a carreggiata unica con una corsia di marcia per direzione.
La velocità massima ammessa è di 70 km/h, salvo negli svincoli, nei quali la velocità massima scende a 50 km/h.
Sono presenti tre svincoli: il primo provenendo da Sud è una rotonda situata in Località Ponte Alto che permette di imboccare, dalla SR 203, il viadotto iniziale della variante; il secondo, posto vicino al distaccamento dei Vigili del Fuoco di Agordo, è una rotonda che collega la variante con la SP 347 in direzione di Agordo centro in un senso e nell'altro, Voltago Agordino, Gosaldo, il Passo Cereda e la zona industriale di Valcozzena, dove è presente lo stabilimento produttivo principale di Luxottica; il terzo, a livelli sfalsati, situato a Taibon Agordino, costituisce il termine Nord della variante e permette di rientrare sul tracciato della SR 203.
Fino al 17 dicembre 2018 per accedere alla tangenziale (SR 203 var) dalla SR 203, all'altezza dello svincolo per la SP 347 in direzione La Valle Agordina, Passo Duran e Forno di Zoldo, si doveva percorrere una strada comunale, con vigente il limite dei 50 km/h.
Ora, dal 18 dicembre 2018, è stato aperto il tronco in viadotto con il collegamento a sud dell'abitato di Agordo, vicino alla località Ponte Alto, e immissione sul tracciato storico della SR 203 mediante una rotonda.